# ダイヤ (シンボル)

ダイヤのエース

ダイヤまたはダイヤモンド (diamond) は、組版やデザインで使われる図形で、頂点が上下左右を向いた菱形である。
やや縦長の「♢ ♦」は、トランプなどで使用される4つのスートの1つである。辺をわずかに内側にくぼませることもある ({\displaystyle \diamondsuit })。
組版では約物の一群である。和文版組では、45度傾いた正方形の「◇ ◆」が使われ、ひし形（「菱形」の数学的意味とは食い違っている）またはダイヤと呼ばれる。欧文組版では、縦長の菱形「◊」が使われ、ロゼンジ (lozenge [ˈlɒzəndʒ]) またはダイヤモンドと呼ばれる。

## 歴史
トランプのダイヤは、15世紀にフランスのルーアンとリヨンで使われ始めたと言われている。
本来は貨幣の形状をしていた。ドイツではかわりに鈴のマークが使われた。他のハート・スペード・クラブと同様、現在のマークはドイツのマークに由来する。
フランス語の carreau は敷石などの四角な物体を意味する。トランプのダイヤを指すのに、多くの言語ではフランス語を借用するか、または「四角」を意味する単語を使用している。

## 用途
- ♢ ♦ はトランプのスートのダイヤである。色を区別するときは、赤いスートなので ♢ が使われる。
- 数学記号として  ◊（ロゼンジ）が使われる。
  - 集合論で、ダイヤモンド原理を表す。基数 {\displaystyle \kappa \,} が定常集合 {\displaystyle S\,} に属するとき、{\displaystyle \Diamond _{\kappa }(S)} とあらわす。
  - 様相論理学では可能性演算子として使われる。{\displaystyle \Diamond P} で「{\displaystyle P\,}（が真であること）が可能である」ことを示す。
- 菱形3つで構成される三菱記号 （スリーダイヤ）や、4つで構成される四つ菱  が、家紋や商標に使われる。

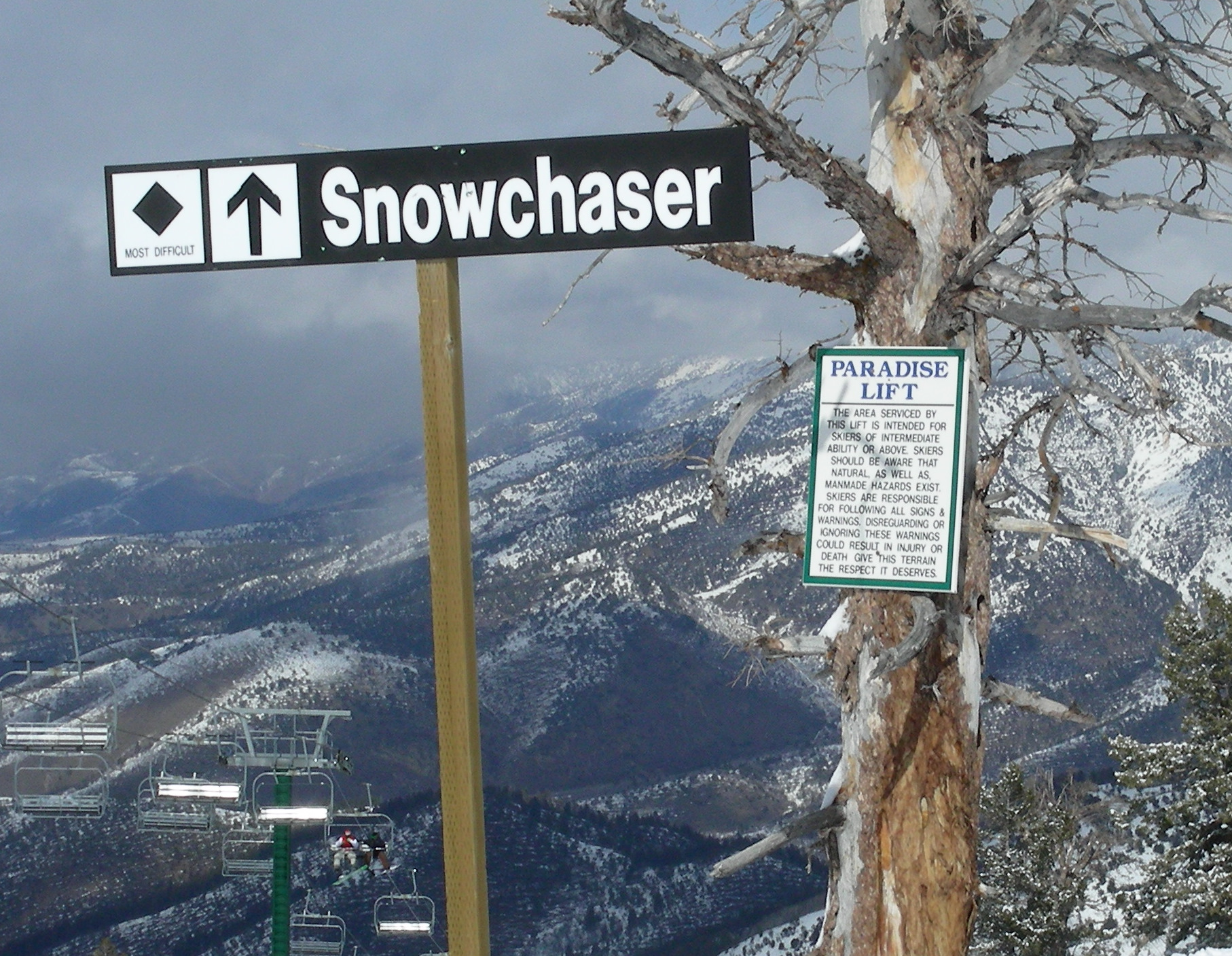
スキー場でのブラックダイヤモンドの使用例

- スキー場でのブラックダイヤモンドの使用例 スキー場のコースの難易度を示す標識として、北米・オーストラリア・日本では、（ブラックダイヤモンド）が「上級」、（ダブルブラックダイヤモンド）が「最上級」を意味する。
- 株式相場で、◇は配当落ち高、◆は配当落ち安を表す。
- ◇ ◆ は、家系図で性別不明、あるいは交配図で雌雄不明を表す。
- ◇ は、野球やソフトボールのスコアブックでホームランを表す。ただし必ず、得点を表す「●」が中に入るので ⟐ となる。

自転車専用車線の標識の例

- 自転車専用車線の標識の例 ◊ は、アメリカとカナダでは、特別車線、特に、自転車専用車線を表す。

## 符号位置
| 記号 | Unicode | JIS X 0213 | 文字参照                 | 名称                 |
| ---- | ------- | ---------- | ------------------------ | -------------------- |
| ◇    | U+25C7  | 1-1-94     | &#x25C7; &#9671;         | ひし形               |
| ◆    | U+25C6  | 1-2-1      | &#x25C6; &#9670;         | 黒ひし形             |
| ◊    | U+25CA  | -          | &loz; &#x25CA; &#9674;   | ロゼンジ             |
| ♢    | U+2662  | 1-6-25     | &#x2662; &#9826;         | ダイヤ（白）         |
| ♦    | U+2666  | 1-6-36     | &diams; &#x2666; &#9830; | ダイヤ               |
| ⧫    | U+29EB  | -          | &#x29EB; &#10731;        | BLACK LOZENGE        |
| ⬧    | U+2B27  | -          | &#x2B27; &#11047;        | BLACK MEDIUM LOZENGE |
| ⬨    | U+2B28  | -          | &#x2B28; &#11048;        | WHITE MEDIUM LOZENGE |
| ⬪    | U+2B2A  | -          | &#x2B2A; &#11050;        | BLACK SMALL LOZENGE  |
| ⬫    | U+2B2B  | -          | &#x2B2B; &#11051;        | WHITE SMALL LOZENGE  |
| 🔶   | U+1F536 | -          | &#x1F536; &#128310;      | LARGE ORANGE DIAMOND |
| 🔷   | U+1F537 | -          | &#x1F537; &#128311;      | LARGE BLUE DIAMOND   |
| 🔸   | U+1F538 | -          | &#x1F538; &#128312;      | SMALL ORANGE DIAMOND |
| 🔹   | U+1F539 | -          | &#x1F539; &#128313;      | SMALL BLUE DIAMOND   |